# باول فرنسيس أندرسون
باول فرنسيس أندرسون (بالإنجليزية: Paul Francis Anderson)‏ هو كاهن كاثوليكي أمريكي، ولد في 20 أبريل 1917 في Roslindale ‏ في الولايات المتحدة، وتوفي في 4 يناير 1987.